# Tytus z Bostry
Tytus z Bostry (zm. przed 378) – teolog i pisarz wczesnochrześcijański, biskup.
Jest autorem powstałego wkrótce po 363 dzieła Przeciw manichejczykom. Zachowały się także fragmenty jego Kazania na święto Objawienia Pańskiego i Homilii na temat Ewangelii według św. Mateusza.